# Gliese 317
Gliese 317 (GJ 317 / LHS 2037) es una estrella de magnitud aparente +12 situada a 29,9 años luz en la constelación de Pyxis, la brújula. A fecha de 2007 se conoce la existencia de un planeta extrasolar y un posible segundo planeta, este sin confirmar, orbitando alrededor de esta estrella.
Gliese 317 es una enana roja de tipo espectral M3.5V, con una masa de 0,24 masas solares y una luminosidad equivalente al 1 % de la solar. Para su color B-V, Gliese 317 es sorprendentemente tenue, encontrándose aproximadamente 1,8 magnitudes por debajo de la secuencia principal. Su ubicación en el diagrama de Hertzsprung-Russell sugiere que puede ser una estrella subenana muy pobre en metales. Sin embargo, diversos estudios sugieren que GJ 317 tiene una metalicidad similar a la solar ([Fe/H] = −0,23 ± 0,2) un valor mucho más alto que el esperado por su posición en el diagrama H-R. Posibles errores en la paralaje o en la medida de la magnitud pueden ser los responsables de la discrepancia.

## Sistema planetario
Gliese 317 b es un planeta joviano que gira en torno a la estrella a una distancia media de 0,95 UA —ligeramente inferior a la separación entra la Tierra y el Sol— en una órbita moderadamente excéntrica, que hace que esta distancia varíe entre 0,77 y 1,13 UA. Con una masa mínima 1,2 veces la masa de Júpiter, su período orbital es de 1,9 años.
La posible presencia de un segundo planeta, Gliese 317 c, cambiaría los parámetros orbitales del primer planeta. Si se confirma su existencia, Gliese 317 c tendría una masa de 0,8 veces la masa de Júpiter con un período orbital de 7,4 años.
| Nombre       | Nombre       | Masa      | Semieje mayor | Excentricidad | Periodo orbital | Descubrimiento |
| ------------ | ------------ | --------- | ------------- | ------------- | --------------- | -------------- |
| Gliese 317 b | Gliese 317 b | > 1,2 MJ  | 0,95 UA       | 0,193 ± 0,06  | 692.9 ± 4 días  | 2007           |
| Gliese 317 c | Gliese 317 c | > 0,83 MJ | ?             | 0,42          | 2700 días       | 2007           |